# Monumento ad Agostino Bertani
Il monumento ad Agostino Bertani è una scultura di Vincenzo Vela posta in piazza Fratelli Bandiera a Milano.

## Descrizione dell'opera
La scultura in bronzo raffigura Agostino Bertani, deputato milanese, nell'atto di pronunciare un discorso in parlamento. Sul fronte del piedistallo è ritratto al capezzale di Giuseppe Mazzini morente.

## Storia
Il monumento fu inaugurato il 30 aprile 1888, secondo anniversario della morte di Bertani; era originariamente posto «nel crocicchio delle vie Moscova, principe Umberto e principe Amedeo».
Si tennero discorsi del senatore Riccardo Secondi, del sindaco Gaetano Negri, sindaco di Milano, e del marchese Gian Maria Cambiaso, rappresentante del comune di Genova.

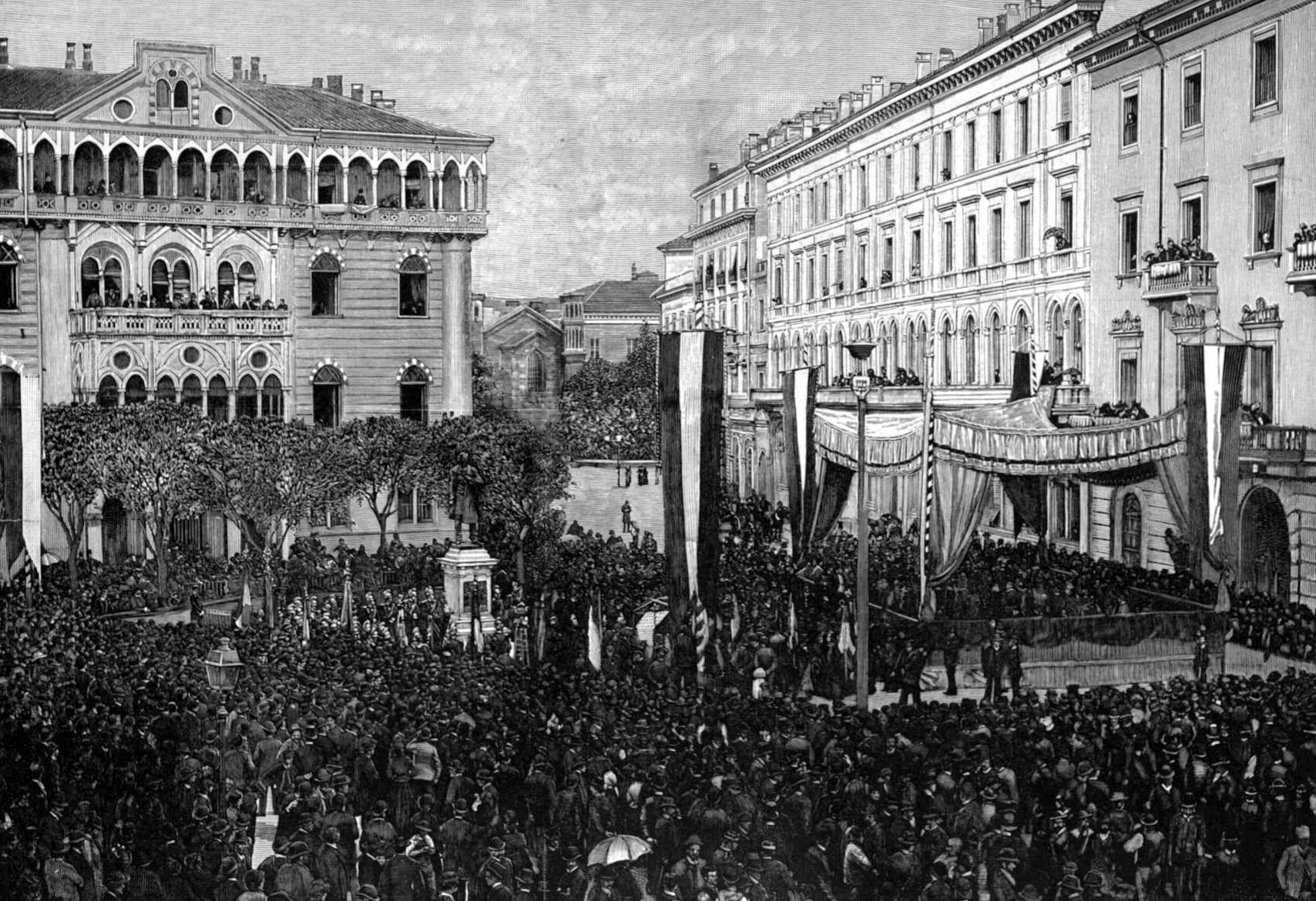
Inaugurazione del monumento

Fu successivamente spostato in piazza Fratelli Bandiera, dove si trova attualmente.